# Horace Fairhurst
Horace Fairhurst (* 1895 in Bolton; † 7. Januar 1921) war ein englischer Fußballspieler, der durch seinen verletzungsbedingten frühen Tod bekannt wurde.

## Leben
Horace Fairhurst wurde in Bolton geboren und begann seine Karriere beim FC Darwen.
Der zumeist auf der linken Seite agierende Abwehrspieler wechselte 1919 zum Zweitdivisionär FC Blackpool, bei dem er in den folgenden Jahren 47 Ligaspiele bestritt.
Am 27. Dezember 1920 erlitt Fairhurst in einem Auswärtsspiel Blackpools beim FC Barnsley eine Kopfverletzung, an der er elf Tage später starb. Fairhurst gehörte zu den ersten professionellen Fußballspielern, die während eines Spiels eine tödliche Verletzung erlitten.